# Vieira Lusitano
Francisco Vieira de Matos (Lisboa, 4 de outubro de 1699 – Lisboa, 13 de agosto de 1783), mais conhecido por Vieira Lusitano, foi um pintor, ilustrador e académico de mérito da Academia de São Lucas, de Roma. Foi cavaleiro professo na Ordem de Santiago da Espada, pintor histórico da Casa Real Portuguesa e ilustrador de múltiplas obras coevas. Depois de ter estudado em Roma e de uma complicada história amorosa, acabou por falecer no Convento do Beato António, em Lisboa.

## Início da carreira e viagem para Roma
Foi o terceiro filho de Francisco Vieira de Matos (fabricante de meias) e de Antónia Maria. Estava destinado pela sua família à carreira eclesiástica, mas desde criança revelou tal vocação para o desenho. Tanto parecia que as belas artes o atraíam, e que nelas poderia alcançar de futuro um grande nome, que aquela resolução foi posta de parte.
Uns fidalgos da Quinta da Boavista, situada em Carnide (Lisboa), próximo do Mosteiro de Nossa Senhora da Luz, onde funcionavam algumas academias literárias, quiseram conhecê-lo, e o pai lá foi apresentá-lo. Nessa quinta é que Francisco de Matos Vieira se encontrou com uma menina, Inês Helena de Lima e Melo, que foi a sua primeira e única paixão, e por causa da qual muito havia de sofrer toda a vida. Esse amor que foi desabrochando por entre os brinquedos infantis, havia de atormentá-lo, depois, até ao fim da vida.
Entretanto, em Lisboa estudou humanidades e pintura, talvez com André Gonçalves. Vieira Lusitano ia fazendo progressos no desenho, e o Marquês de Abrantes, D. Rodrigo Anes de Sá Almeida e Meneses, que viu alguns desses trabalhos, e estava nomeado embaixador em Roma, propôs-lhe levá-lo consigo e protegê-lo, para que ele pudesse aperfeiçoar-se na arte, para que mostrava tão evidente vocação. A família de Vieira Lusitano aceitou a proposta, e a criança foi estudando regularmente, até que a 16 de janeiro de 1712 saiu de Lisboa na companhia do diplomata português com destino à capital italiana. O navio que o conduzia sofreu um violento temporal defronte de Cartagena (Espanha), mas felizmente chegou a porto de salvamento.

## Estadia em Roma
Em Roma foi discípulo de Benedetto Luti, e seguindo as indicações deste professor, estudou os quadros dos Caraches da Galeria dos Farnésios, frequentou as academias noturnas, e procurou com grande ardor aproveitar utilmente o tempo, mas o Marquês de Abrantes lembrou-se de o distrair desses trabalhos encarregando-o de lhe fazer desenhos de todos os festejos e funções religiosas que se efetuavam em Roma, de todos os ornamentos e peças que serviam de adorno aos altares da Basílica de S. Pedro, do museu do cardeal de Alpedrinha, e satisfeitas todas estas vontades, ainda o Marquês de Abrantes o mandou copiar os panos de Arrás, os candelabros, os móveis e tudo quanto guarnecia a sala principal do palácio da embaixada, bem como tirar um desenho da sua carruagem.
Nesta altura estava o diplomata português quase em vésperas de regressar a Portugal, e queria trazer consigo e seu protegido, ao qual comunicou a sua intenção. Vieira Lusitano recebeu grande desgosto ao saber de tal ideia, porque na verdade, pouco aproveitara com a sua estada em Roma, e pediu-lhe para se demorar mais algum tempo, por ser o seu ardente desejo aperfeiçoar-se na pintura. O Marquês de Abrantes não gostou do pedido, e parece mesmo que tratou desabridamente o seu protegido; afinal, reconhecendo que o pedido era razoável, deixou-o ficar em Roma, e Vieira ali se demorou mais dois anos, entregando-se então com todo o ardor ao estudo, e tendo Francesco Trevisani por mestre. Tomando parte num concurso da Academia de São Lucas, ganhou o prémio com um trabalho em que representou a conhecida cena de Noé embriagado diante de seus filhos, sendo ele o primeiro português que em Roma alcançou tão sabida honra.

## Regresso à Pátria
Regressando à pátria depois de 7 anos de ausência, foi logo encarregado por D. João V de fazer um grande quadro do Santíssimo Sacramento para servir na procissão do Corpo de Deus, e depois de lhe pintar o retrato para servir de modelo aos cunhos da moeda. Posteriormente pintou também na sacristia da igreja patriarcal alguns quadros, representando Os Apóstolos, um Ecce Homo, Cristo crucificado, O Senhor preso à coluna, Cristo caminhando para o Calvário; e igualmente fez os esboços de 3 quadros do Salvador, S. João Evangelista e São Lucas, os quais não chegou a concluir.
Entretanto Vieira Lusitano e a menina de quem já se falou, D. Inês Helena de Lima e Melo, estavam cada vez mais apaixonados um pelo outro, e como a família de D. Inês se opunha ao casamento por julgarem o noivo de condição inferior, os dois namorados procuraram obter do patriarcado as licenças necessárias para o consórcio se realizar por procuração e apesar daquela resistência. O casamento realizou se, mas os pais da noiva, logo que souberam das diligências em que andava Vieira Lusitano, levaram a filha para o Convento de Santana, e a obrigaram a professar, embora ela protestasse era casada. Francisco de Matos Vieira tentou por todos os modos legais tirar a esposa da clausura, mas como nem o próprio soberano o atendeu, decidiu voltar a Roma a fim de pedir ao papa os breves precisos para a realização do seu desejo.
Esteve mais de 5 anos em Roma, trabalhando ativamente, por um lado para entrar na posse de sua mulher, e por outro estudando constantemente para mais se aperfeiçoar na pintura, e se é certo que os seus esforços se malogravam quanto ao seu casamento não é menos certo, no que respeita às artes. tiveram eles o melhor êxito, porque, consolidando de dia para dia a sua reputação, foi feito académico de mérito na Academia de S. Lucas. Já antes da sua segunda viagem, em 22 de Outubro de 1719, havia entrado na confraria de S. Lucas, onde estava designado com o nome de Francisco Vieira de Matos. No ano seguinte foi feito membro do conselho administrativo deste instituto. Dos trabalhos que então executou, especializa-se o quadro que pintou para a Academia representando Moisés na presença do rei do Egito.

## Regressa mais uma vez à Pátria

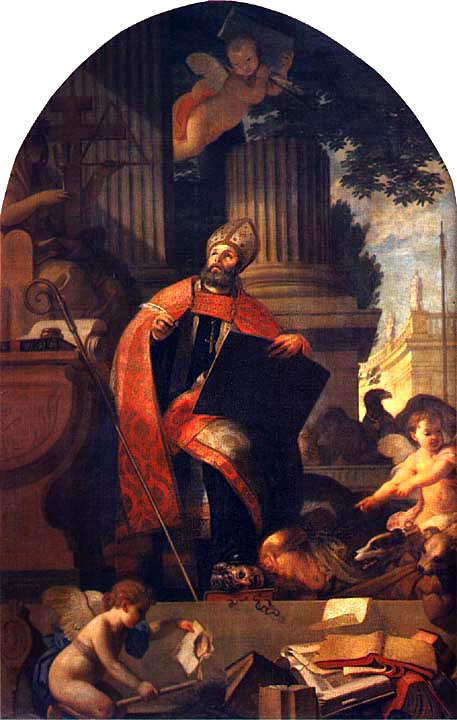
Santo Agostinho Calcando aos Pés a Heresia (1770), no Museu Nacional de Arte Antiga

Voltando à pátria desanimado por não ter conseguido do pontífice aquilo que tanto ambicionava, entendeu-se com sua mulher e com ela deliberou levar a efeito o projeto, saltando embora por cima de todas as leis civis e eclesiásticas. Em 1728, arranjou meio de lhe chegar às mãos um fato completo de homem, e um dia, ao anoitecer, D. Inês saiu da sua cela, passou em frente da abadessa, que não a reconheceu com aquele disfarce, e saiu do mosteiro para se encontrar com seu marido, e assim no fim de tantos anos de trabalhos e de amarguras puderam unir-se os dois estremecidos esposos. Não tardou que a fuga de Inês fosse conhecida no convento, e os parentes, ao saberem do facto, logo juraram que Vieira Lusitano não ficaria impune.
Um irmão da ex-reclusa constituiu-se em vingador da honra da família supostamente ultrajada, e esperando o pintor próximo, da rua das Pretas, desfechou sobre ele um tiro de pistola, que o feriu gravemente. Algum tempo depois, Vieira Lusitano achando-se restabelecido, foi pedir a D. João V justiça contra o seu traiçoeiro agressor, mas o monarca não o atendeu, porque influencias poderosas evitaram que a justiça procedesse; o criminoso saiu do reino livremente, e passados anos, caindo em miséria, viu-se na dura necessidade de ir mendigar o pão àquele mesmo que tentara assassinar. No entretanto, Matos Vieira, temendo algum novo insulto, retirou-se por algum tempo para o Convento dos Paulistas, onde em 1730 e 1731 pintou uns famosos eremitas para o cruzeiro da igreja, e depois resolveu, para viver sossegado, uma nova viagem a Roma, mas chegando a Sevilha em 1732 trabalhou para Filipe V de Espanha, sendo dali chamado, um ano mais tarde, a Lisboa, e voltando a esta cidade, foi nomeado pintor do rei com o ordenado mensal de 60$000 reis e as obras pagas. Recebeu a ordem de cavaleiro de S. Tiago, no ano de 1744. Esteve em Mafra, onde enviuvou em 1775, e cheio de desgosto pela perda da sua estremecida companheira, abandonou a pintura, e foi viver para o Convento do Beato António, passando ali os últimos anos da sua existência e onde falece aos 83 anos. Encontra-se sepultado na igreja do Convento de São Francisco de Xabregas.

## Catástrofe e Herança

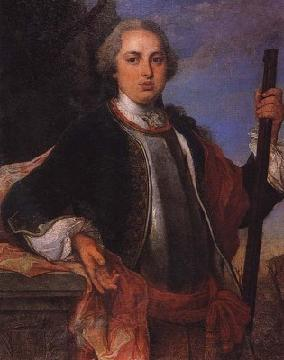
D. Lourenço de Lencastre (1750) por Vieira Lusitano, no Museu Nacional de Arte Antiga

Muitos dos trabalhos de Vieira Lusitano se perderam na terrível catástrofe do terramoto de 1755, sendo mais notável de todos eles o teto da Igreja dos Mártires, pintado em 1750, e em que se via representada a tomada de Lisboa por D. Afonso Henriques. Das suas outras obras, que escaparam ao terramoto, citaremos dois painéis na Igreja de São Roque: Santo António pregando aos peixes e Santo António prostrado diante de Nossa Senhora, os quais eram muito louvados por Pedro Alexandrino; Santo Agostinho, na portaria do convento da Graça. Em 1736; uns quadros de Santo António, S. Pedro, S. Paulo, a Sagrada Família, e Santa Bárbara, pertencentes à Casa de Povolide e executados de 1736 a 1740; outra Sagrada Família, pertencente ao conde de Assumar; um grande painel representando S. Francisco, do convento do Menino de Deus; um quadro da capela-mor da Cartuxa; os quadros de S. Francisco de Paula, na capela-mor da sua igreja, e nas capelas laterais, os de Nossa Senhora da Conceição, da Sagrada Família e Santo António, todos executados em 1765. A capela dos 7 altares da igreja de Mafra tem um grande quadro da Sagrada Família; na capela de S. Joaquim ao Calvário. Há outro quadro da Sagrada Família, colocado por cima do altar, que passa por ser um dos seus mais belos trabalhos; uma Senhora da Conceição, que estava na Junta do Comércio.
O Conde de Lippe visitou Vieira Lusitano em 1762, e obteve dele um Santo António que levou para Alemanha; William Hudson também adquiriu um belo quadro da Adoração dos Reis magos, que levou para Inglaterra. Fez um número prodigioso de ótimos desenhos, dos quais a maior parte deles possui a Inglaterra, onde os amadores das belas artes os pagaram por bom preço, e muitos deles foram reproduzidos em gravura. Vieira Lusitano também gravou a água forte, evidenciando se entre os seus trabalhos desse género: Neptuno e Coronis, e as Parcas cortando o fio vital de seu irmão.
Em 1780, ainda foi nomeado director da Academia do Nu.
A sua vida tão amargurada por causa dos seus primeiros e últimos amores, contou-a ele num longo poema impresso em 1780, intitulado: O insigne pintor e leal esposo, história verdadeira que elle escreve em cantos lyricos.
Entre os discípulos do notável pintor conta-se sua irmã Catarina Vieira, de quem eram, em parte alguns quadros da ermida de S. Joaquim e que pintou um S. Lucas e um S. João Evangelista, que pertenciam a um particular chamado Moreira Dias, que morava na rua da Fé. Também foi seu discípulo o Morgado de Setúbal. Consta que na Biblioteca de Évora existe uma grande coleção de desenhos de Vieira Lusitano.

## Obras
- Retrato de D. Lourenço José Brotas de Lencastre (c. 1745-1750), no Museu Nacional de Arte Antiga
- As Infantas de Portugal (1753), no Palácio Nacional de Queluz
- As Infantas de Portugal/Aranjuez (1753), no Palácio Real de Aranjuez (Espanha)